# Велювезом (национальный парк)
Национальный парк Велювезом (нидерл. Nationaal Park Veluwezoom) — старейший национальный парк и охраняемая природная зона в нидерландской провинции Гелдерланд. Парк расположен в центральной части страны — Велюве, к северу от Арнема.

## История
Особенности ландшафта и природа привлекала в Велювезом туристов и желающих отдохнуть еще с начала XX века. В 1911 году большинство лесов и пустошей были объявлены памятниками природы, и в 1930 году Велювезом стал первым национальным парком Нидерландов. В 1962 году Велювезом перешёл под патронаж Государственного управления памятников природы Нидерландов

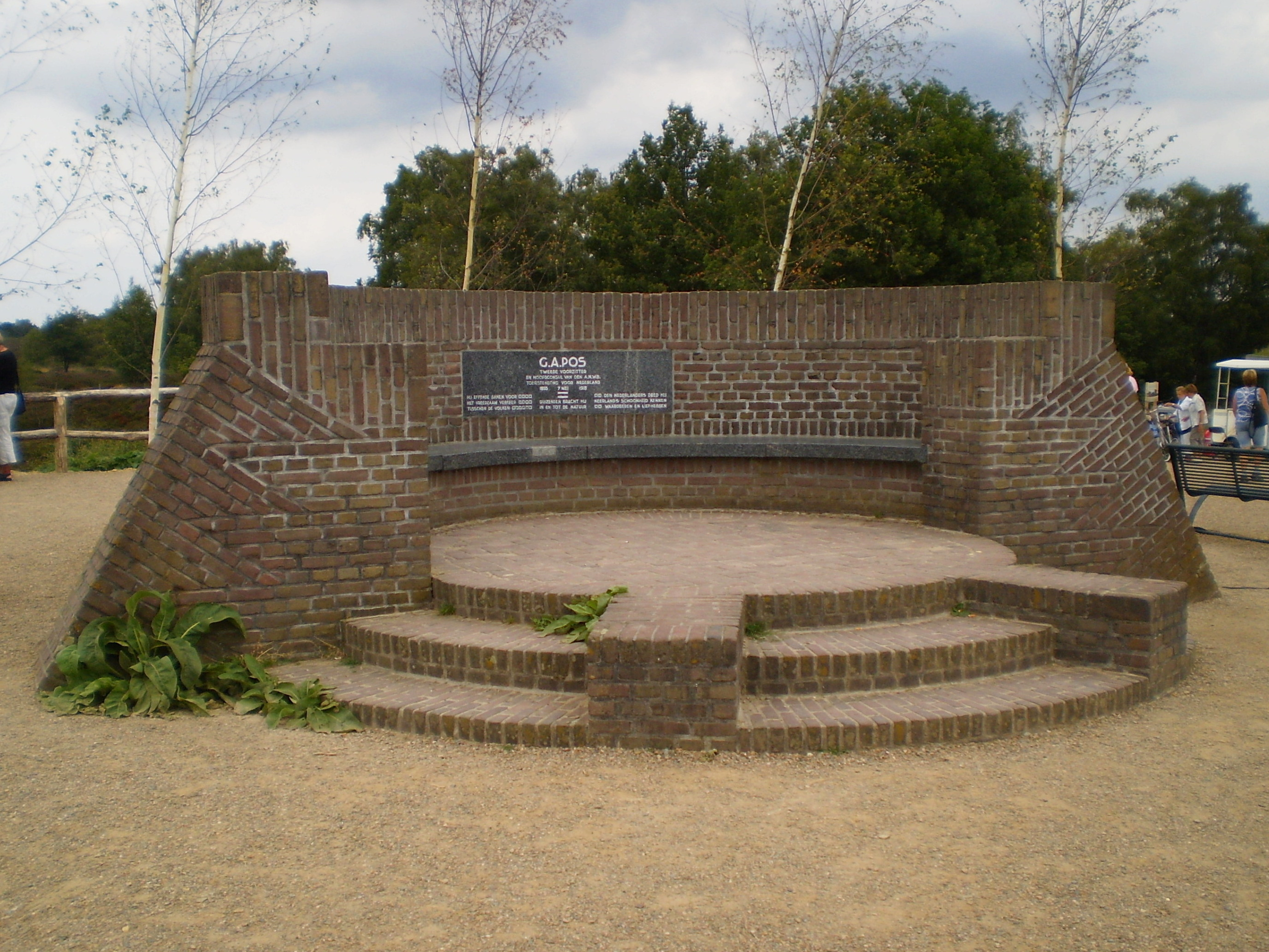
Памятник природы Посбанк.

Национальный парк Велювезом расположен на площади около 50 км² и охраняет природные комплексы широколиственных и смешанных лесов, верещатники на дюнах. По составу фауны Велювезом весьма схож с расположенным в 10 километрах к западу национальным парком Де-Хоге-Велюве. На терририи Велювезома, недалеко от Редена (нидерл. Rheden), находится памятник природы Посбанк (нидерл. Posbank), природная зона посреди лесов недалеко от одноимённого хребта
Наиболее распространёнными видами млекопитающих в пределах национального парка являются благородные олени, косули, лисицы и барсуки, куницы и другие. Из видов птиц наиболее примечательными являются орлан-белохвост и чеглок. Национальный парк является так же охраняемой территорией с естественными лесами, в состав которых входит бук европейский.